# Ferdinand Freiligrath

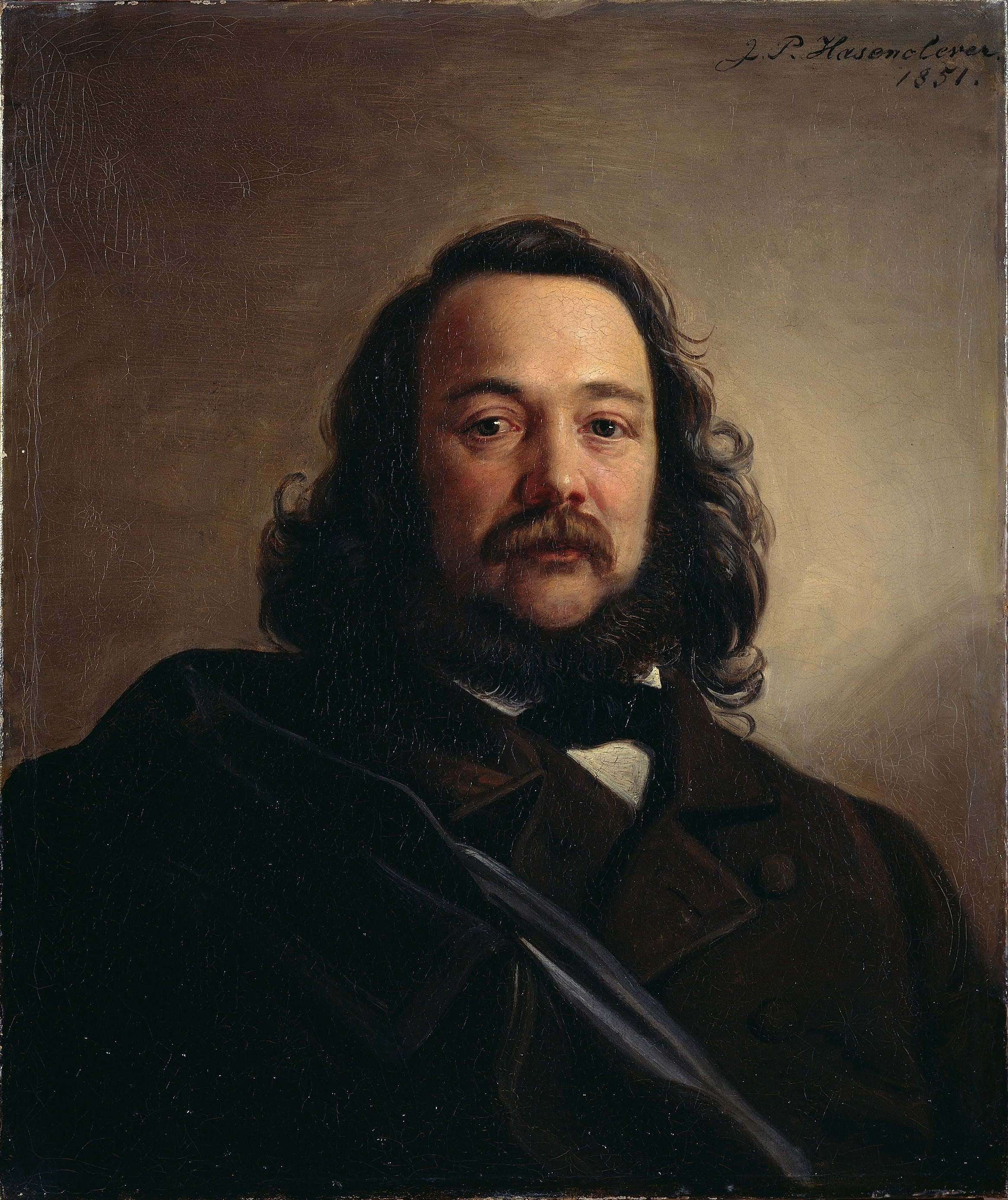
Ferdinand Freiligrath, gemalt von Johann Peter Hasenclever (1851)

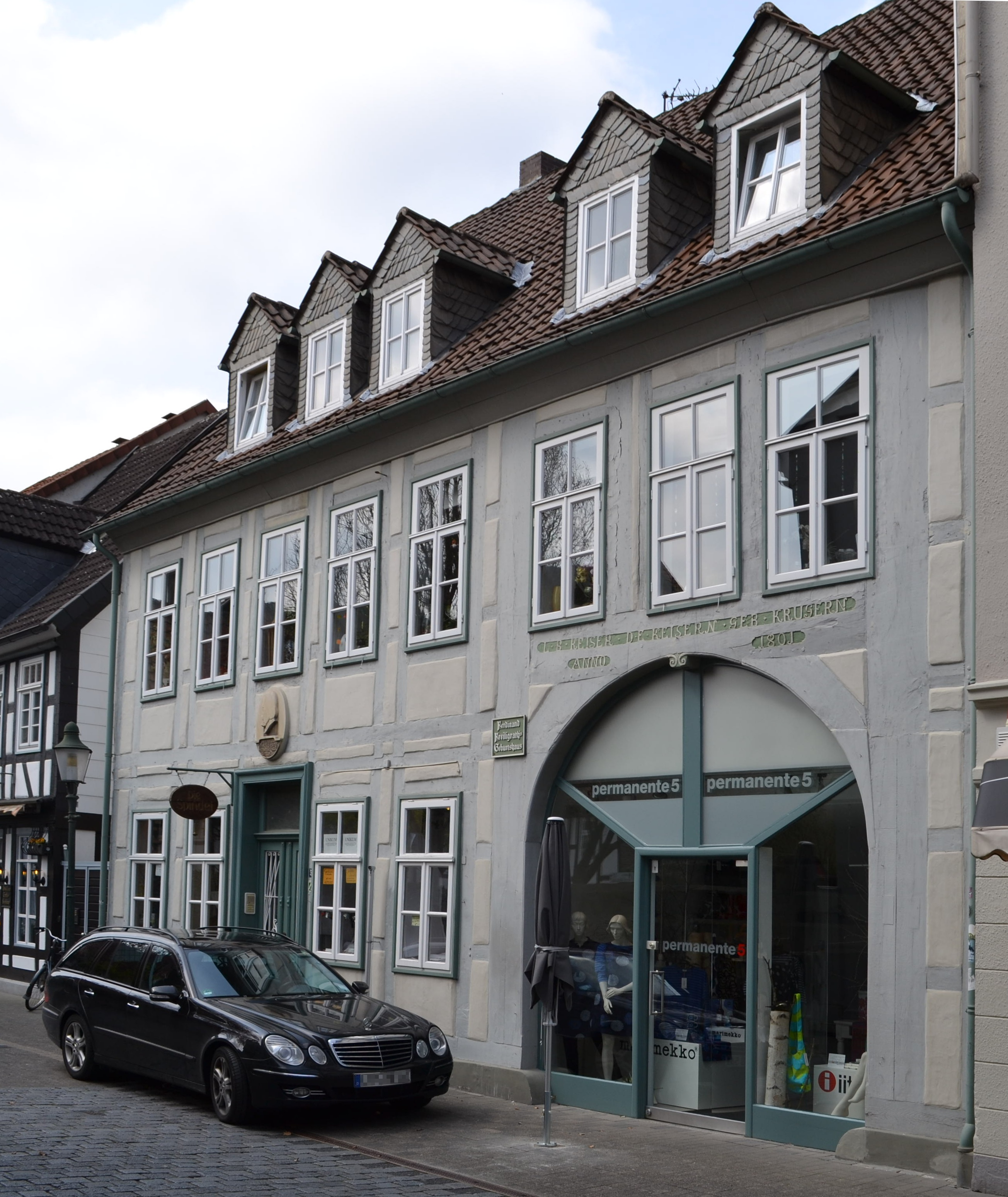
Geburtshaus Freiligraths in Detmold

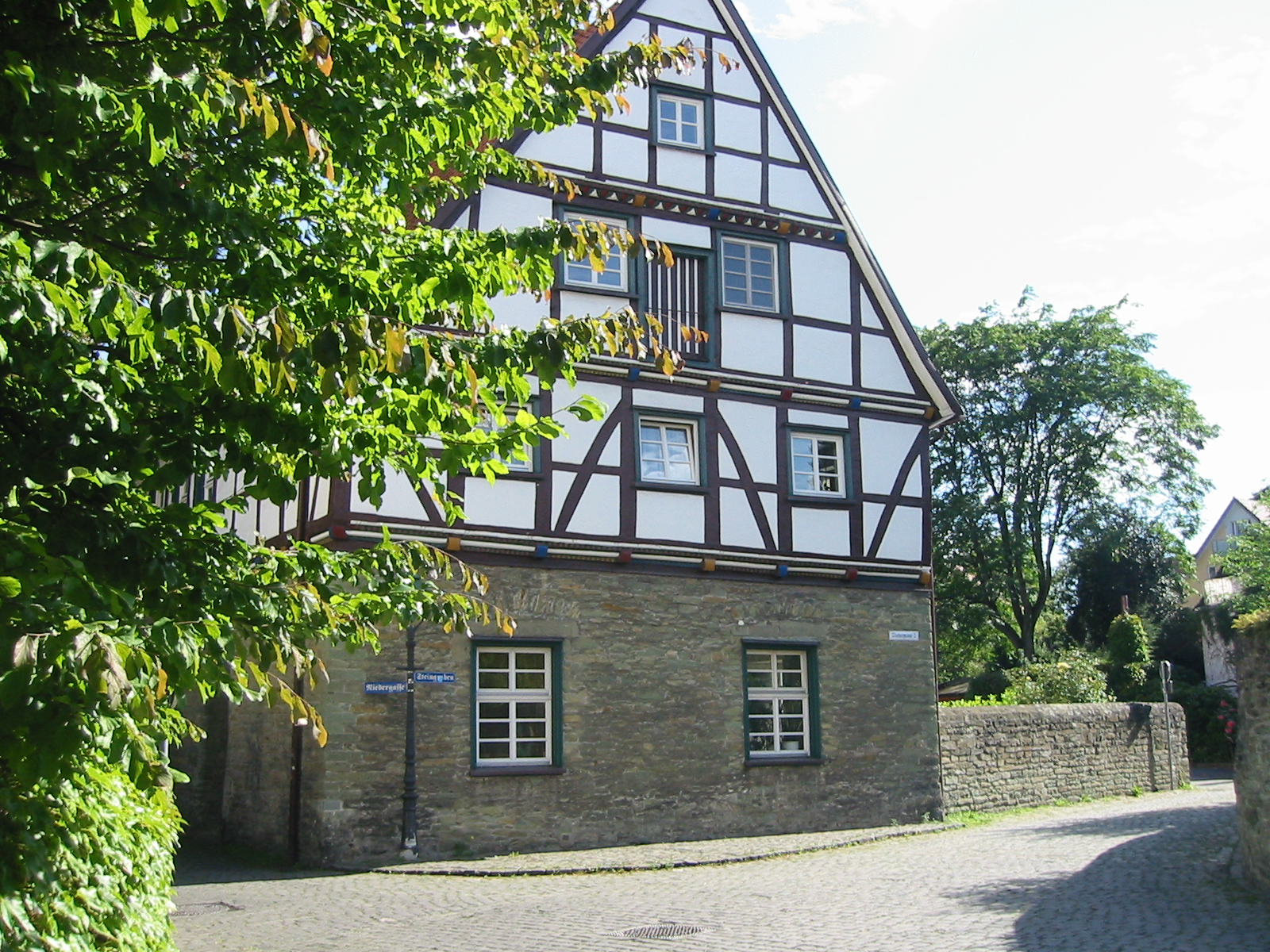
Soest, Freiligraths Wohnort 1825–1832

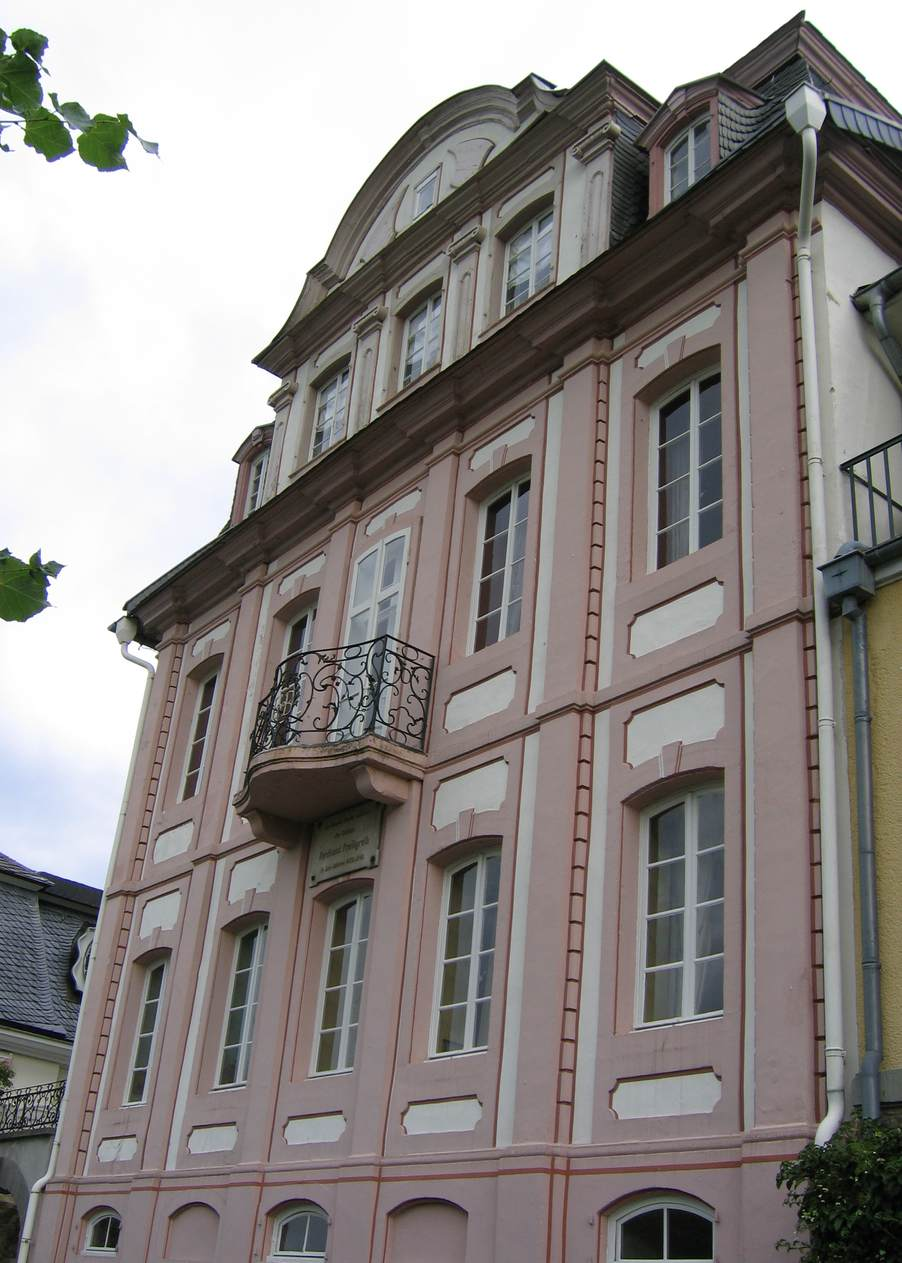
Wohnhaus Freiligraths in Unkel, 1839/40

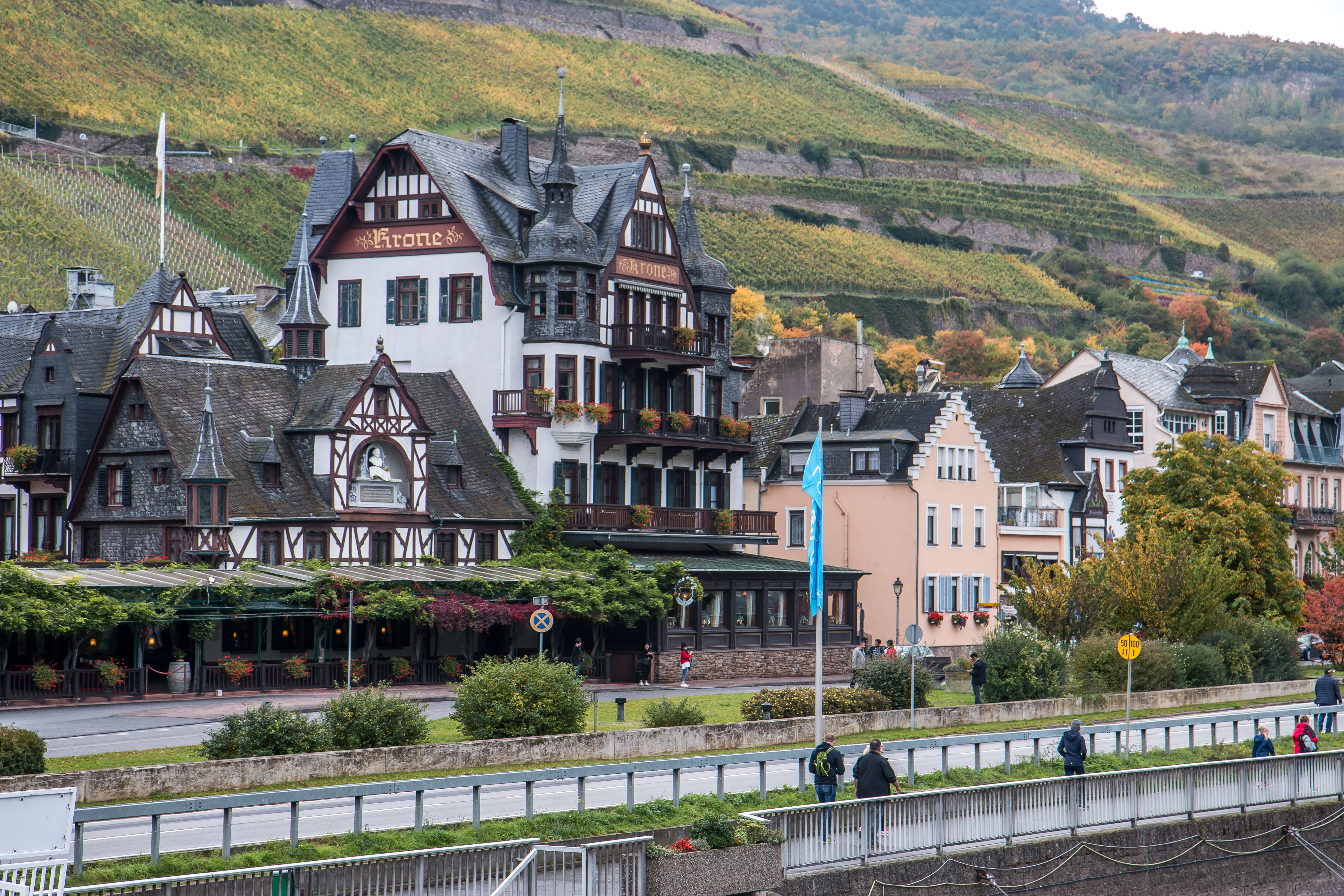
Hotel Krone Assmannshausen mit Freiligrath-Büste. In diesem Gebäudeteil ist auch das Freiligrath-Museum untergebracht.

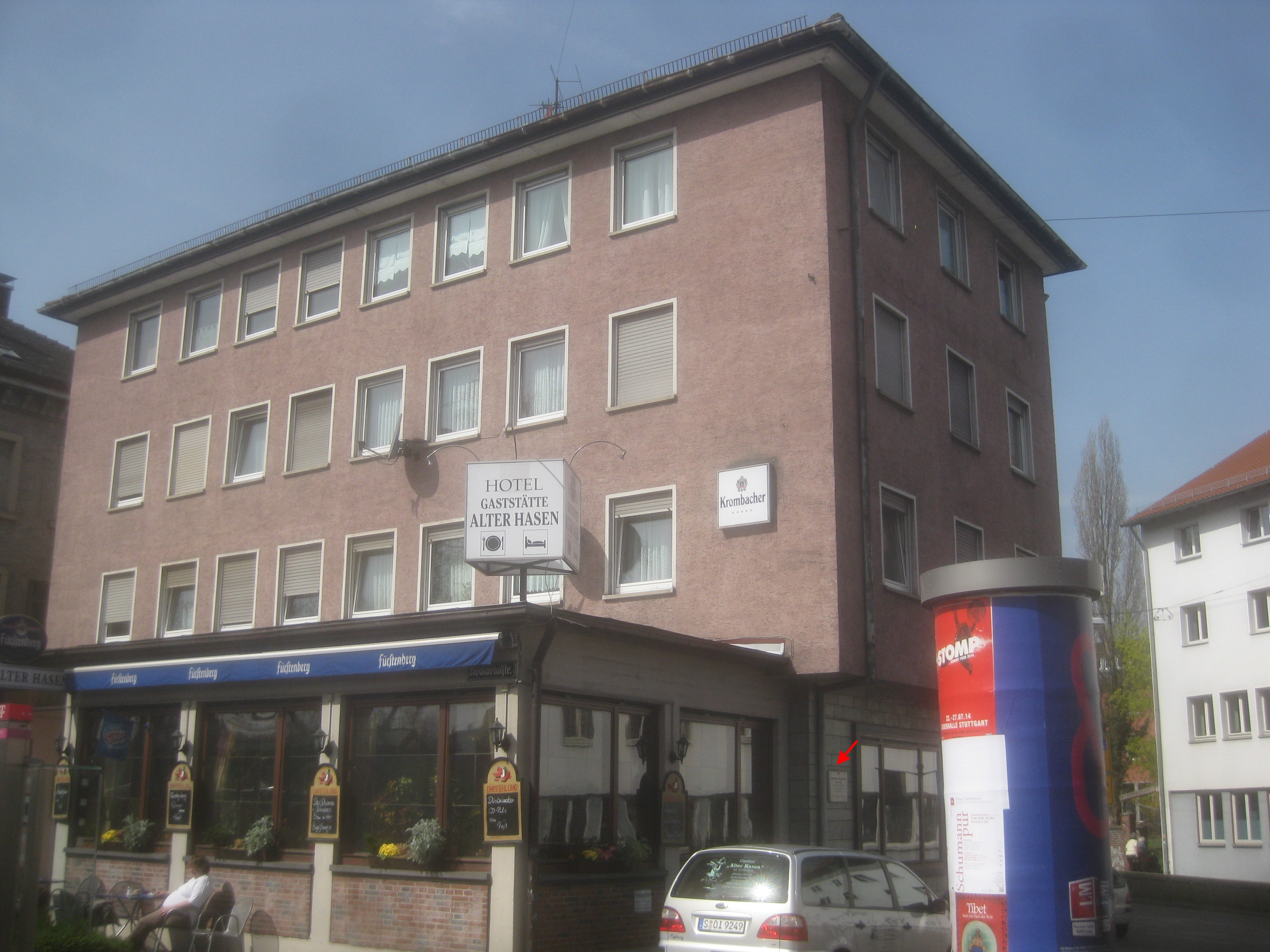
Wirtshaus „Alter Hasen“ in Stuttgart-Bad Cannstatt (Neubau nach Kriegszerstörung), in dem Freiligrath starb

Hermann Ferdinand Freiligrath [ˈfraɪlɪkˌraːt, ˈfraɪlɪç-] (* 17. Juni 1810 in Detmold; † 18. März 1876 in Cannstatt) war ein deutscher Lyriker und Übersetzer.

## Leben
Ferdinand Freiligrath wurde als ältestes Kind des Lehrers Johann Wilhelm Freiligrath (* 1784 in Kettwig; † 1825 in Soest) und von Anna Luise Wilhelmine, geb. Tops (* 1783 in Mülheim an der Ruhr; † 1817 in Detmold) in der Wehmstraße 5 in Detmold geboren. Von 1820 bis 1825 besuchte er das Detmolder Gymnasium. Besonders seine Lehrer Christian Ferdinand Falkmann und der Direktor Christian Gottlieb Clostermeier förderten seine dichterischen Versuche. Er erlernte von 1825 bis 1832 in Soest im Geschäft der Gebr. Schwollmann, Brüder seiner Stiefmutter, den Beruf des Kaufmanns.
Erste Gedichte Freiligraths wurden 1828 im Soester Wochenblatt veröffentlicht (Der große Teich von Soest, Todes Wiegenlied, Adler und Schlüssel und andere). Er huldigte schwärmerisch „den schönsten Bewohnerinnen Soests“. Im Jahre 1832 übernahm er eine Korrespondentenstelle der Firma Jacob Sigrist in Amsterdam, die ein Wechselgeschäft und Großhandelshaus betrieb. Von Mai 1837 bis 1839 war er als Kaufmannsgehilfe in der Firma J. P. von Eynern in Barmen tätig und wohnte dort in der Zähringerstraße 4. Während Freiligraths Barmer Aufenthalt hieß die Straße „Kirchstraße“. Eine Gedenktafel von 1912 an diesem Hause wurde mit dem Haus 1943 durch einen Bombenangriff zerstört. Er verlobte sich mit der zehn Jahre älteren Karoline Schwollmann, der Schwester seiner Stiefmutter.
Im September 1839 begann er in Unkel am Rhein, wo noch heute das Freiligrathhaus an diese Schaffensperiode erinnert, ein Leben als freier Schriftsteller. Zusammen mit Karl Simrock und Christian Joseph Matzerath gab Freiligrath das Werk Rheinisches Jahrbuch für Kunst und Poesie heraus; ein zweiter Band erschien 1840. Mit seinem Freund Levin Schücking, der auch Beiträge verwertete, die ihm von Annette von Droste-Hülshoff zur Verfügung gestellt wurden, veröffentlichte er 1840 Das malerische und romantische Westphalen. Dieses Werk ist im Zusammenhang mit einer starken Zeitströmung zu sehen. Landschaft und Region wurden als politischer Bezirk und literarisches Neuland entdeckt, das Interesse an Märchen, Sagen und literarischem Volksgut erwachte.
Im Jahr 1840 verlobte sich Freiligrath im nordthüringischen Großmonra mit Ida Melos (1817–1899), der Tochter des örtlichen Gymnasialprofessors und Buchautors Johann Gottfried Melos. Er hielt sich mehrere Monate in Thüringen auf, meist in Weimar. Nach der Heirat am 20. Mai 1841 in Großneuhausen ließ er sich mit seiner Frau in Darmstadt nieder und erhielt auf Empfehlung Alexander von Humboldts 1842 eine Pension von 300 Talern vom preußischen König Friedrich Wilhelm IV. Im selben Jahr zogen die Freiligraths nach St. Goar. Aus der Ehe gingen fünf Kinder hervor: Käthe Freiligrath verh. Kroeker (1845–1904), Wolfgang Freiligrath (1847–1936), Luise Freiligrath verh. Wins (1849 – ca. 1938), Otto Freiligrath (1850–1873) und Georg Percy Freiligrath (1852–1891).
Am 14. Mai 1842 wurde Freiligrath Freimaurer; seine Loge Zum wiedererbauten Tempel der Bruderliebe war in Worms ansässig. Korrespondenzen mit seinen Brüdern belegen, dass er der unpolitischen Haltung der Freimaurerei kritisch gegenüberstand.
Im Jahre 1844 verließ Freiligrath St. Goar; in Assmannshausen im Gasthof Zur Krone schloss er seine Sammlung politischer Gedichte Ein Glaubensbekenntniß ab. Das Buch erschien im September 1844 im Verlag Philipp von Zabern in Mainz und begründete Freiligraths Ruf als politischer Dichter. Aus Gründen politischer Opposition verzichtete er 1844 auf die Pension und auf eine mögliche Anstellung am Hof von Weimar. Wegen der Gefahr polizeilicher Verfolgung verließ er Deutschland und übersiedelte 1845 nach Brüssel, wo er mit Karl Heinzen in einem Hotel lebte. Dort besuchten ihn Karl Marx und Heinrich Bürgers für zehn Tage.
Im gleichen Jahr zog er in die Schweiz und ließ sich mit seiner Frau und deren Schwester Marie Melos (1820–1888) auf dem Meienberg ob Rapperswil am Zürichsee nieder. Dort machte er die Bekanntschaft mit Gottfried Keller, der sich unglücklich in Marie Melos verliebte. In der Schweiz lernte Freiligrath auch Franz Liszt kennen. 1846 veröffentlichte er den Gedichtband Ça ira!, in dem zum Ausdruck kommt, dass die Zeit für eine Revolution in Deutschland reif sei. Danach ging er aus finanziellen Gründen nach London, wo er als Korrespondent eines Handelshauses und später als Dozent an der Londoner Universität arbeitete.
Er war auf dem Sprung nach Amerika, als in Deutschland die 1848er Revolution ausbrach, die er mit den Gedichten Februar-Klänge und Die Revolution (1849) begrüßte. Er ging nach Düsseldorf, wo er Freunde hatte, unter anderem Theodor Eichmann, Heinrich Koester und Wolfgang Müller von Königswinter, wohnte im Hause des Malers Henry Ritter und beteiligte sich aktiv an der Revolution. Im Juni 1848 besuchte er den ersten Demokratenkongress in Frankfurt am Main. Im gleichen Monat war er auf Einladung von Andreas Gottschalk im Kölner Arbeiterverein zu Gast und trug dort sein Gedicht „Trotz alledem!“ vor.
Am 1. August 1848 trug Freiligrath im Volksklub, einer kürzlich gegründeten, politisch links stehenden Vereinigung in Düsseldorf, der er angehörte und als Kassierer diente, sein Gedicht Die Todten an die Lebenden vor. Nachdem das Gedicht dort Beifall gefunden hatte, in einer Auflage von 9000 Exemplaren gedruckt, verkauft und verbreitet worden war, wurde Freiligrath auf Initiative des Düsseldorfer Ober-Prokurators Karl Schnaase Ende August verhaftet und der „Aufreizung zu hochverrätherischen Unternehmungen“ angeklagt. Am 3. Oktober 1848 verhandelte ein Assisengericht in Düsseldorf den Prozess. Er endete mit einem Freispruch durch die Geschworenen und einem Festzug der Bevölkerung. Nach Polizeiangaben waren dabei 15.000 Menschen auf den Beinen, unter ihnen Karl Marx.
Am 12. Oktober 1848 trat Freiligrath in die Redaktion der Neuen Rheinischen Zeitung von Karl Marx und Friedrich Engels ein und betreute die Auslandsredaktion. Er schrieb an seine Schwiegermutter Wilhelmine Melos am 18. November 1848: „Außer den Gedichten enthalten diese auch Prosa-Artikel von mir. Großbritannien, Italien und Amerika, das ganze Ausland (mit Ausnahme Frankreichs) ist fast immer aus meiner Feder.“ In dieser Zeitung veröffentlichte er seine bekannten Gedichte „Wien“, „Blum“, „Reveille“, „Ungarn“ und „Abschiedswort der ‚Neuen Rheinischen Zeitung‘“.
Freiligrath sollte auch im Kölner Kommunistenprozess angeklagt werden. Er reiste nach Amsterdam (Nordholland), um in den Besitz von 1.000 Talern zu kommen, die eine „unbekannte Dame aus Rheda“ für die Neue Rheinische Zeitung geschickt hatte, nun aber zurückforderte. Freiligrath kehrte 1850 nach Deutschland zurück, weil sein Aufenthalt in Amsterdam nicht geduldet wurde. Er wohnte ab Mai 1850 in Düsseldorf-Bilk. Im gleichen Jahr wurde er in den Düsseldorfer Künstlerverein Malkasten aufgenommen, woraufhin Wilhelm von Schadow, der Direktor der Kunstakademie Düsseldorf, dort austrat.
Weil Freiligrath wegen kritischer Veröffentlichungen Repressalien erwartete, emigrierte er bald nach London. Auf einen Steckbrief vom 14. August 1851 vom Kölner Oberprokurator August Heinrich von Seckendorff wegen Teilnahme „an einem Komplotte zum Umsturze der Staatsregierung“ antwortete Freiligrath in der Kölnischen Zeitung, dass er nicht durch Flucht ins Ausland gegangen sei, sondern „mit einem regelmäßigen Paß für In- und Ausland auf ein Jahr aus Preußen abgereist“ war.
Ab Mai 1851 lebte er wieder in London. Im Juni 1851 wurde er als kaufmännischer Angestellter bei Joseph Oxford angestellt, der mit ostindischen Foulards handelte. Im Juni 1856 wurde er von James Fazy als Leiter der Londoner Agentur der „General Bank of Switzerland“ (Crédit Foncier) angestellt. Im November 1858 nahm er die englische Staatsbürgerschaft an. Die preußische Amnestie von 1861 und 1866 schloss Freiligrath aus, weil er noch immer gerichtlich verfolgt war und nur ein Gnadengesuch ihm Straffreiheit gewährt hätte. Dazu war er aber nicht bereit. Nachdem Ende 1865 die Bankfiliale geschlossen worden war, war er wieder arbeitslos. Im April 1867 rief Emil Rittershaus einige seiner Barmer Freunde zu einer Spendensammlung auf, die fast 60.000 Taler einbrachte, und er konnte 1868 nach Deutschland zurückkehren. Da er in Preußen nicht amnestiert war, ließ er sich 1874 in Cannstatt bei Stuttgart nieder.
Bereits nach der gescheiterten Revolution flachte Freiligraths Begeisterung für Revolution, Klassenkampf und Proletariat ab. In seinem Spätwerk schloss er sich der nationalen Begeisterungswelle an und begrüßte mit nationalen, patriotischen Gedichten wie Hurra, Germania! den Krieg gegen Frankreich und die Reichsgründung von 1871.
Freiligrath betätigte sich auch als Übersetzer, u. a. von Werken Robert Burns’, Victor Hugos, Alfred de Mussets. Von bleibender Bedeutung ist vor allem sein politischer Einsatz und idealistischer Schwung gegen die als ungerecht empfundenen Zustände seiner Zeit.
Freiligrath starb am 18. März 1876 in Cannstatt im Wirtshaus „Alter Hase“ an Herzversagen. Er wurde auf dem Uff-Kirchhof in Cannstatt beigesetzt.
Der Nachlass Ferdinand Freiligraths befindet sich im Goethe-und-Schiller-Archiv Weimar, weitere Materialien liegen in der Handschriftenabteilung der Stadt- und Landesbibliothek Dortmund, im Internationalen Institut für Sozialgeschichte, Amsterdam und im Literaturarchiv der Lippischen Landesbibliothek Detmold. Die Lippische Landesbibliothek Detmold betreut das literarische Erbe Freiligraths, erwirbt antiquarisch angebotene Autographen und erstellt eine Freiligrath-Bibliographie.

### Aus Spanien1841
Im November 1841 veröffentlichte Freiligrath im Morgenblatt für gebildete Leser sein Gedicht Aus Spanien, das die Zeilen
Der Dichter steht auf einer höhern Warte,

Als auf den Zinnen der Partei.
enthielt. Das wurde als Angriff auf die demokratischen Kräfte der Zeit angesehen. Gottfried Keller, Rudolf Gottschall, Robert Blum und Georg Herwegh antworteten ihm. Herweghs Gedicht „An Ferdinand Freiligrath“, das in der Rheinischen Zeitung am 27. Februar 1842 erschien, enthielt die Verse:
Partei! Partei! Wer sollte sie nicht nehmen,

Die doch die Mutter aller Siege war!

Wie mag ein Dichter solch ein Wort verfemen,

Ein Wort, daß alles Herrliche gebar?

[…]

Nur offen wie ein Mann: Für oder Wider?

Und die Parole: Sklave oder frei?

Selbst Götter stiegen vom Olymp hernieder

Und kämpften auf den Zinnen der Partei!

[…]

Für eures Volkes Zukunft nehmt Partei!
Dies beeindruckte Freiligrath.
Emanuel Geibel, der wie Freiligrath zu diesem Zeitpunkt auch eine königliche Pension erhielt, nahm für sich in Anspruch:
Bist Du Dir selber klar bewußt,

Daß deine Lieder Aufruhr läuten?

Daß jeglicher in seiner Brust

Das Ärgste mag aus ihnen deuten.
„Es ist schon erstaunlich, wie dieser Streit Freiligrath letztendlich doch Partei ergreifen ließ. Es zeigt aber auch, daß er in politischen und philosophischen Fragen noch völlig im Dunkeln tappte. Sicherlich hat ihm diese Auseinandersetzung den Blick für die brennenden Fragen der Zeit geschärft. Letztlich hat er sich auf die Seite Herweghs geschlagen, bekennt er doch im Vorwort des Glaubensbekenntnisses: ‚… und das Ärgste, was sie (seine Kritiker) mir vorzuwerfen haben, wird sich zuletzt vielleicht auf das eine beschränken, daß ich nun doch von jener höheren Warte auf die Zinnen der Partei herabgestiegen bin.‘“

### Spätwerk

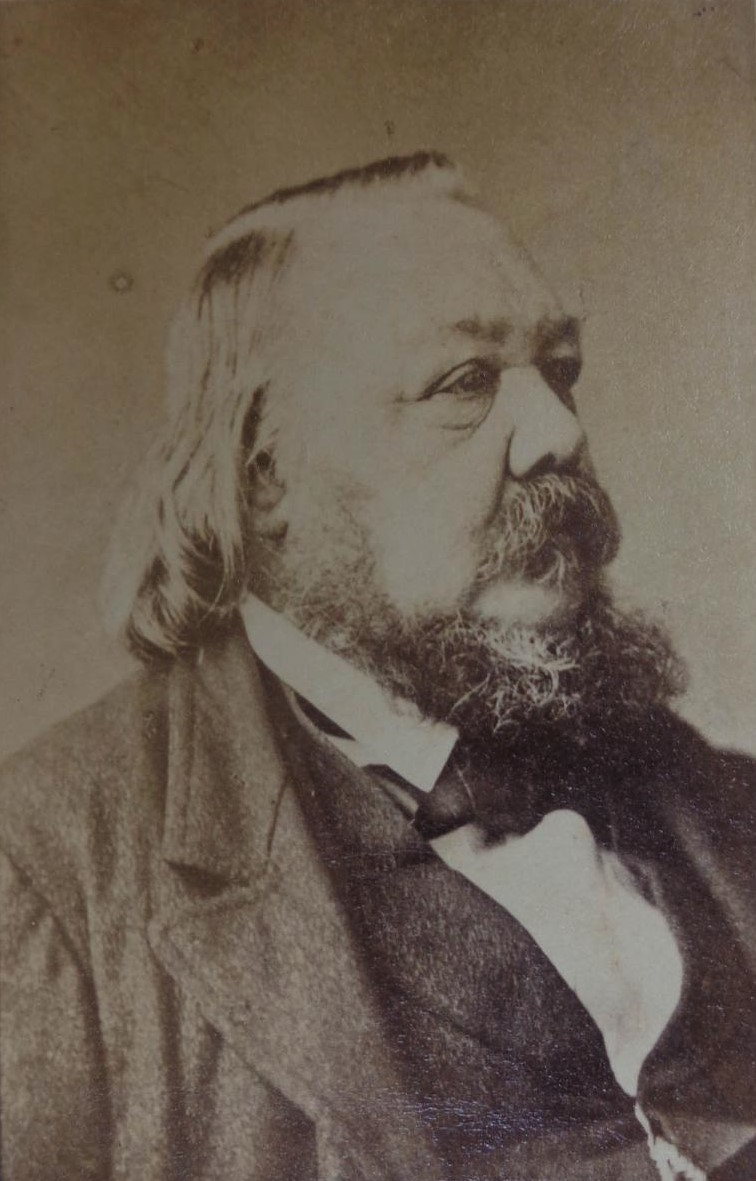
Ferdinand Freiligrath, 1868

Nach dem Deutsch-Französischen Krieg 1870/1871 übte Freiligrath zunehmend Gesellschaftskritik. Als Beispiel sei ein Gedicht zitiert, das er Die Trompete von Vionville nannte und das sich auf die blutig verlaufende Schlacht bei Mars-la-Tour bezog. In diesem Gedicht äußert er sich distanziert zu dem Sieg und beklagt die Toten:
| 1. Sie haben Tod und Verderben gespien: Wir haben es nicht gelitten. Zwei Kolonnen Fußvolk, zwei Batterien, wir haben sie niedergeritten.         |
| 2. Die Säbel geschwungen, die Zäume verhängt, tief die Lanzen und hoch die Fahnen, so haben wir sie zusammengesprengt! Kürassiere wir und Ulanen. |

Das Gedicht beginnt als Heldenepos, wandelt sich aber dann zu einer Kritik am Blutzoll:
| 3. Doch ein Blutritt war es, ein Todesritt; wohl wichen sie unsern Hieben, doch von zwei Regimentern, was ritt und was stritt, unser zweiter Mann ist geblieben.           |
| 4. Die Brust durchschossen, die Stirn zerklafft, so lagen sie bleich auf dem Rasen, in der Kraft, in der Jugend dahingerafft, – Nun, Trompeter, zum Sammeln geblasen!      |
| 5. Und er nahm die Trompete, und er hauchte hinein: da, — die mutig mit schmetterndem Grimme uns geführt in den herrlichen Kampf hinein, der Trompete versagte die Stimme! |
| 6. Nur ein klanglos Wimmern, ein Schrei voll Schmerz entquoll dem metallenen Munde; eine Kugel hatte durchlöchert ihr Erz, um die Toten klagte die Wunde!                  |
| 7. Um die Tapfern, die Treuen, die Wacht am Rhein, um die Brüder, die heut gefallen, um sie alle, es ging uns durch Mark und Bein, erhub sie gebrochenes Lallen.           |
| 8. Und nun kam die Nacht, und wir ritten hindann, rundum die Wachtfeuer lohten; die Rosse schnoben, der Regen rann und wir dachten der Toten, der Toten!                   |

In der letzten Strophe wird das Gedicht zum Klagelied, das zum Schluss durch die Wiederholung des Gedenken an die Toten eine Manifestation erfährt.

## Denkmale

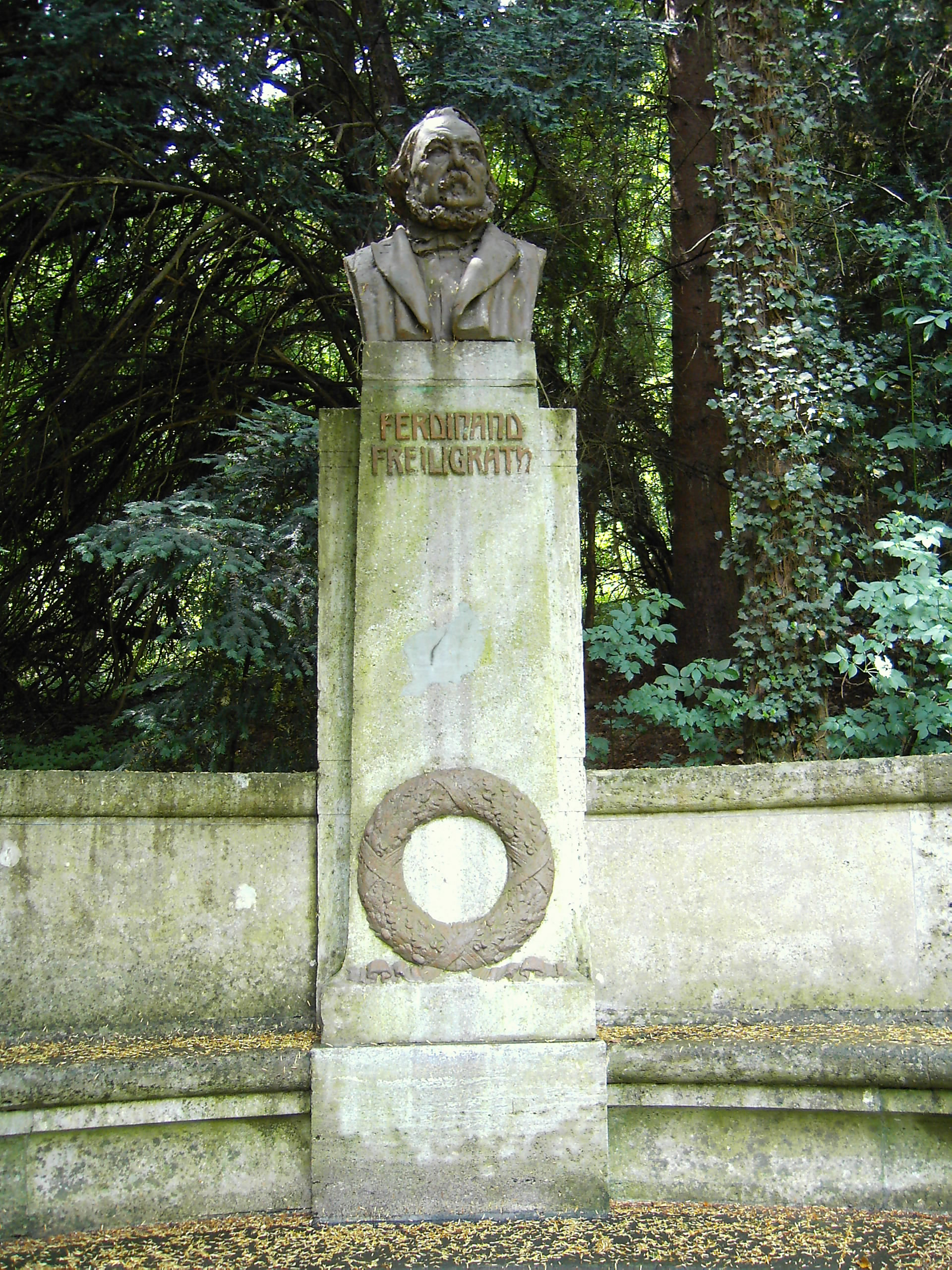
Freiligrath-Denkmal in Rolandswerth
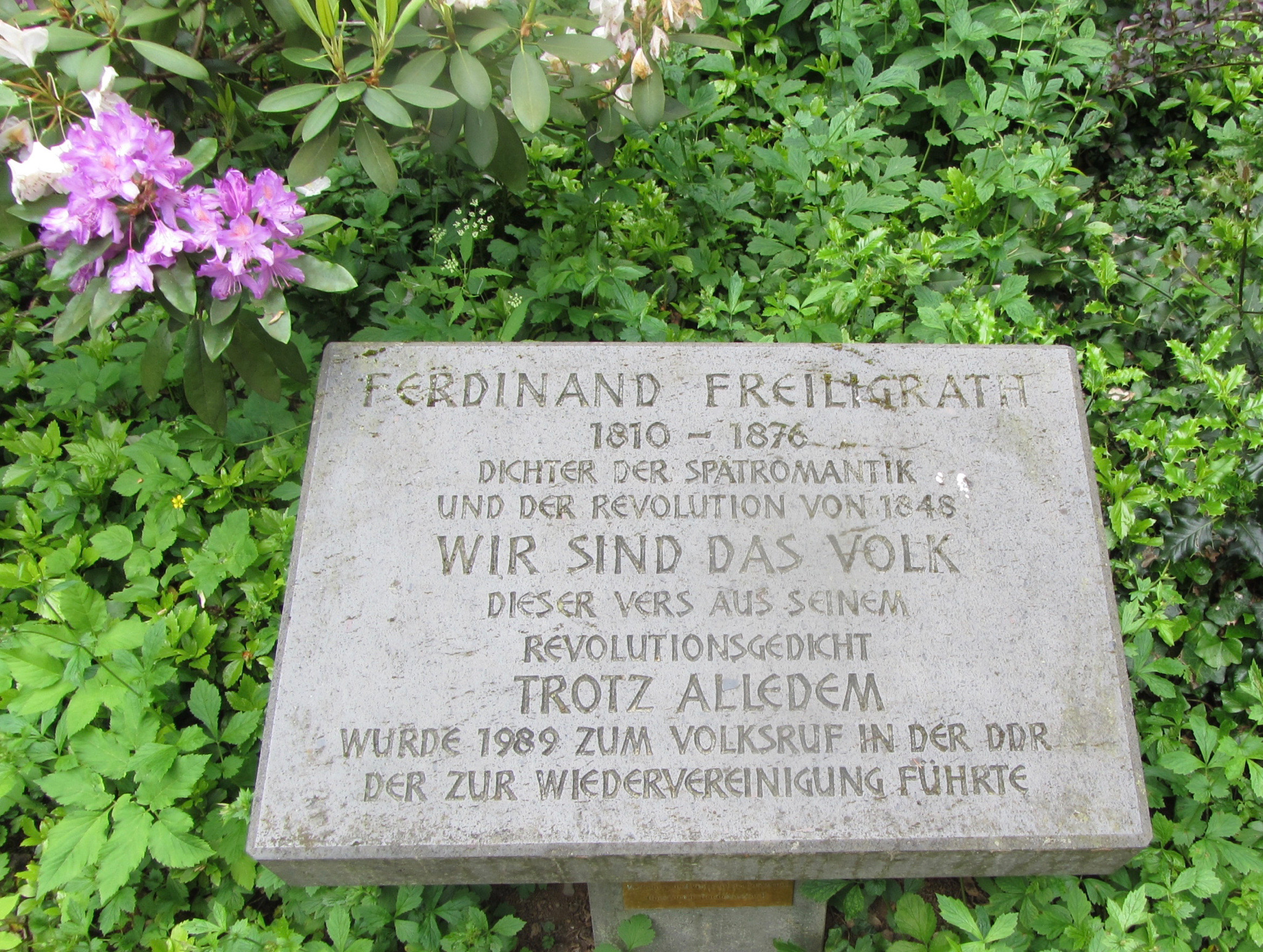
Freiligrath-Gedenktafel in Rolandswerth
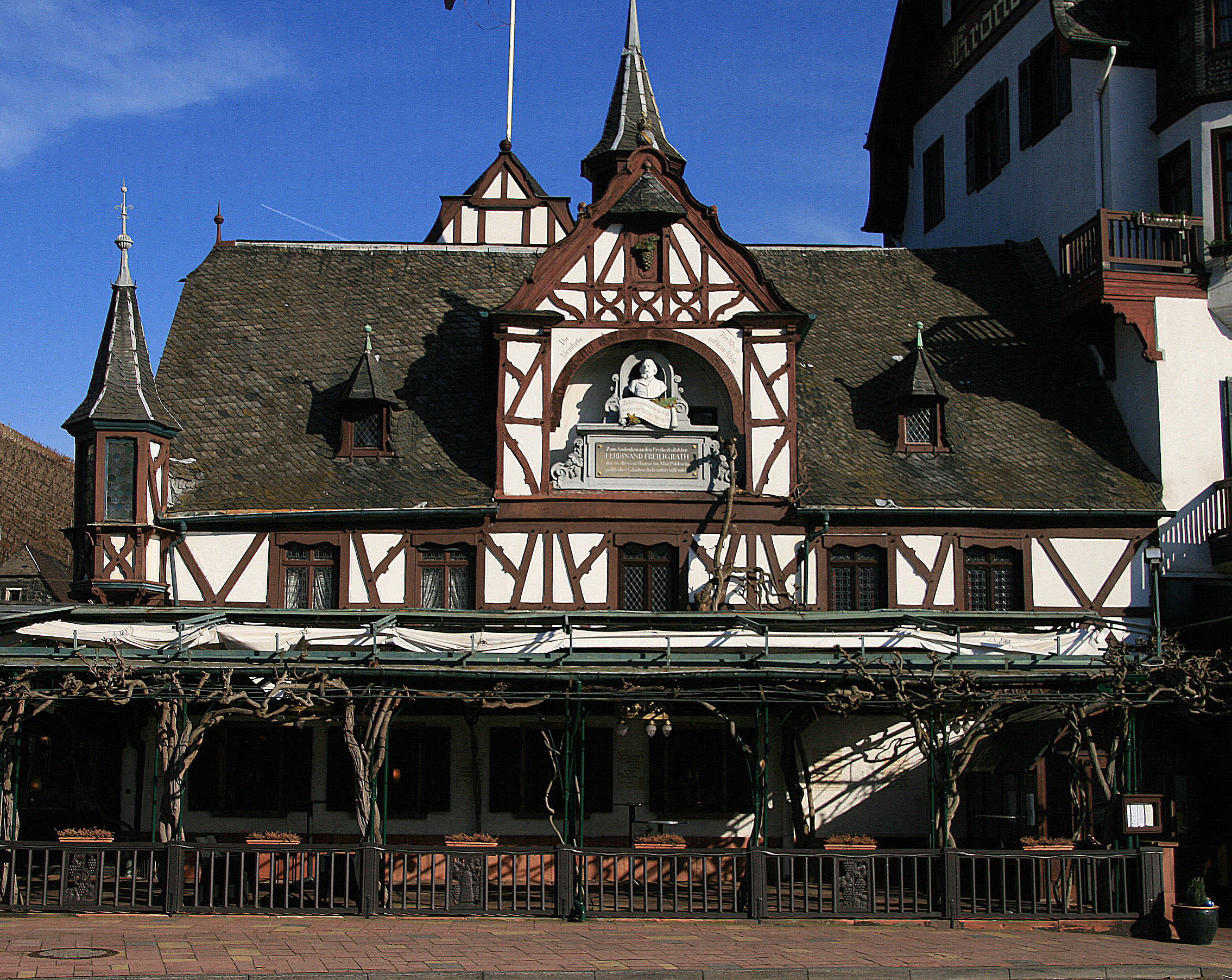
Hotel „Krone“ in Assmannshausen mit der Büste des Dichters im Bogenfeld des Altbaus
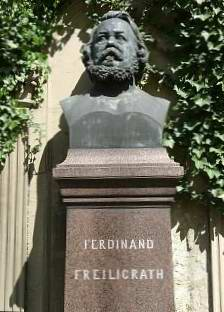
Freiligraths Grabdenkmal auf dem Uff-Kirchhof in Bad Cannstatt

- Zum Dank für seinen Aufruf in der Kölnischen Zeitung zum Wiederaufbau des 1839 eingestürzten Rolandsbogens errichten ihm Freunde und Verehrer 1914 in Rolandswerth am Fußweg zum Rolandsbogen ein inzwischen in die Jahre gekommenes Denkmal, zu dem der in London lebende Bildhauer Siegfried M. Wiens, ein Enkel Freiligraths, die bronzene Büste schuf und stiftete. Das Büstendenkmal wurde, so die Inschrift auf der Rückseite der rückwärtigen Umfassungsmauer, am 17. Juni 1914 vollendet.
- Nach seinem Tod 1876 wurde Ferdinand Freiligrath auf dem Uff-Kirchhof in Cannstatt beigesetzt. Der Bildhauer Adolf von Donndorf erhielt den Auftrag, dem Dichter ein würdiges Grabdenkmal zu schaffen. So entstand eine Kolossalbüste, die – von Howaldt in Bronze gegossen – errichtet wurde auf einem Sockel aus rotbraunem Granit vor einem in edlen Renaissanceformen reliefierten Rundbogen, die eine lorbeerumwundene Leier krönt. Das Denkmal, das laut Inschrift vom deutschen Volke errichtet wurde, entstand 1878.
- In Großmonra in Thüringen steht in kleiner Findling mit einer Tafel, die an die dortige Verlobung des Dichters mit Ida Melos erinnert. Sie befand sich ursprünglich an einer Hauswand.

- Nach Ferdinand Freiligrath sind in vielen deutschen Städten Straßen und Plätze benannt. Die erste „Freiligrath-Straße“ wurde bereits 1871 in Detmold nach ihm benannt.[26] In Wien, Österreich, trägt ein Platz nahe der Alten Donau im 21. Gemeindebezirk Floridsdorf Freiligraths Namen.
- Zahlreiche Schulen tragen Freiligraths Namen, so in Berlin-Kreuzberg, Dortmund, Witten, Detmold, Fechenheim.

## Werke

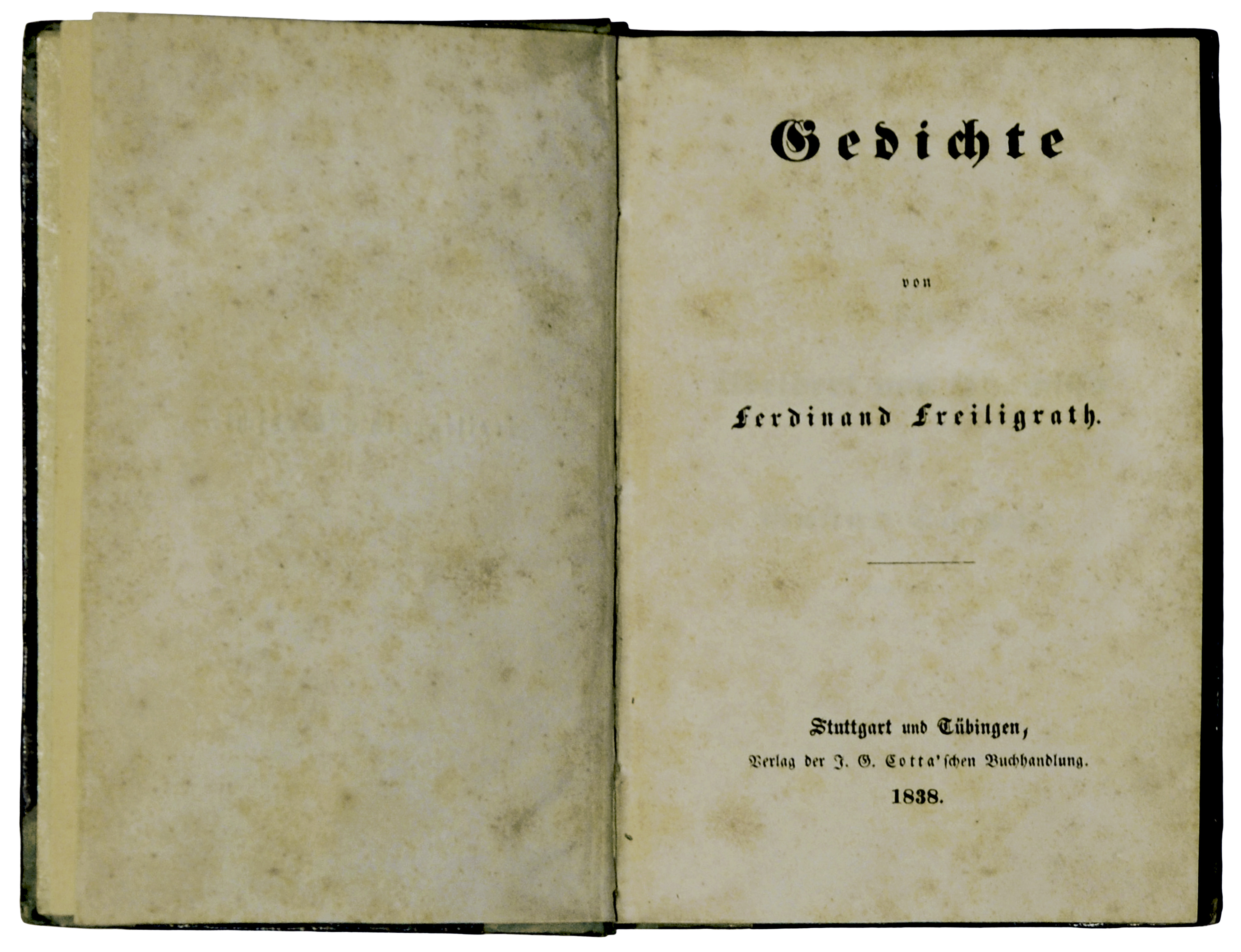
Titelblatt der Erstausgabe

### Erstausgaben
- Die Auswanderer (1832)
- Gedichte von Ferdinand Freiligrath. (Scipio, Löwenritt, Moos-Thee, Anno Domini …?). In: Deutscher Musenalmanach für das Jahr 1835. Hrsg. von A. v. Chamisso und G. Schwab. Weidmannsche Buchhandlung, Leipzig (1835), S. 88 ff.
- Victor Hugo’s Herbstblätter. Deutsch von H. Fournier. Dämmerungsgesänge. Deutsch von Ferdinand Freiligrath. Johann David Sauerländer, Frankfurt am Main 1836 (Digitalisat)
- Ignaz Hub, F. Freiligrath, August Schnezler (Hrsg.): Rheinisches Odeon. Zweiter Jahrgang. I. H. C. Schreiner, Düsseldorf 1838 (Digitalisat)
- Ferdinand Freiligrath (Hrsg.): Rheinisches Jahrbuch für Kunst und Poesie. DuMont-Schauberg, Köln 1840 (Digitalisat)
- Gedichte. J. G. Cotta’scher Verlag, Stuttgart/Tübingen, Stuttgart 1838; Zweite vermehrte Aufl. 1839 (Digitalisat), 5. Aufl. 1843 (Digitalisat)
- Ferdinand Freiligrath, Levin Schücking (Hrsg.): Das malerische und romantische Westfalen. Langewische, Barmen / Friedr. Volckmar, Leipzig 1840 (Digitalisat) Reprint 1980, ISBN 3-8035-1089-9
- Ferdinand Freiligrath (Hrsg.): Rolands-Album. Zum Besten der Ruine. M. DuMont-Schauberg, Köln am Rhein 1840 (Digitalisat)
- Aus Spanien (1841) bei lyriktheorie.uni-wuppertal.de
- Karl Immermann. Blätter der Erinnerung an ihn. Adolph Krabbe, Stuttgart 1842 (Digitalisat)
- Ein Glaubensbekenntniß. Zeitgedichte. Victor von Zabern, Mainz 1844 (Digitalisat)
- Eine Proletarierfamilie in England. In: Deutsches Bürgerbuch für 1845 hrsg. von Hermann Püttmann. C. W. Leske, Darmstadt 1845, S. 357 (Reprint 1975, ISBN 3-434-00254-5)
- Ça ira. Sechs Gedichte Verlag des literarischen Instituts, Herisau 1846 (Digitalisat)
- Englische Gedichte aus neuerer Zeit. Nach Felicia Hermans, Robert Southey, Alfred Tennyson, Henry W. Longfellow und Andren. J. G. Cotta’scher Verlag, Stuttgart/Tübingen 1846 (Digitalisat)
- Die Todten an die Lebenden. Franke’sche Buchdruckerei (Köln) (1848) (Digitalisat)
- Ein Lied vom Tode. Abdruck aus der Londoner Deutschen Zeitung. Den Berliner Arbeitern und Bürgerwehrmännern zur Todtenfeier ihrer gefallenen Brüder am 20. Oktober 1848. Fähndrich, Berlin 1848 (Digitalisat)
- Blum. Naumann, Leipzig 1848 (Digitalisat)
- Schwarz, Roth, Gold. Binder, Leipzig 1848 (Digitalisat)
- Venus und Adonis von William Shakespeare. Uebersetzt von Ferdinand Freiligrath. W. H. Scheller, Düsseldorf 1849 (Digitalisat)
- Zwischen den Garben. Eine Nachlese älterer Gedichte. J. G. Cotta’scher Verlag, Stuttgart/Tübingen 1849 (Digitalisat)
- Neuere politische und sociale Gedichte. Erstes Heft. Selbstverlag, Köln 1849 (Digitalisat)
- Neuere politische und sociale Gedichte. Zweites Heft. Selbstverlag, Braunschweig 1850 (Digitalisat)
- Dichtung und Dichter. Eine Anthologie. Gebrüder Katz, Dessau 1854 (Digitalisat)
- Henry Wadsworth Longfellow: Der Sang von Hiawatha. Uebersetzt von Ferdinand Freiligrath. J. G. Cotta’scher Verlag, Stuttgart/Tübingen 1857 (Digitalisat)
- The Rose, Thistle and Shamrock. A Selection of English Poetry, chiefly modern. Edward Hallberger, Stuttgart 1853 (Digitalisat)
- Festlied der Deutschen in London zur Feier von Schillers 100-jährigem Geburtstage. 10. November 1859. A. Petsch & Co., London 1859 (Digitalisat)
- Nach Johanna Kinkels Begräbniß. 20. November 1858. (London 1858) PDF-Dokument der Universität Bonn
- Das Waldheiligthum von Felicia Hemans. Uebersetzt von Ferdinand Freiligrath. J. G. Cotta’scher Verlag, Stuttgart/Tübingen 1871 (Digitalisat)
- Neue Gedichte. J. G. Cotta’scher Verlag, Stuttgart/Tübingen 1877.

### Werkausgaben
- Ferdinand Freiligrath’s sämmtliche Werke. Vollständige Original-Ausgabe, Friedrich Gerhard, New York 1858
  - Erster Band 1861 (Digitalisat)
  - Zweiter Band 1858 (Digitalisat)
  - Dritter Band 1858 (Digitalisat)
  - Vierter Band 1858 (Digitalisat)
  - Fünfter Band 1858 (Digitalisat)
  - Sechster Band 1859 (Digitalisat)
- Ferdinand Freiligrath’s gesammelte Dichtungen. 6 Bände. J. G. Göschen’sche Buchhandlung, Stuttgart 1870
  - Erster Band (Digitalisat)
  - Zweiter Band (Digitalisat)
  - Dritter und Vierter Band Sterotypausgabe 1871 (Digitalisat) in der Google-Buchsuche
  - Vierter Band (Digitalisat)
  - Fünfter Band (Digitalisat)
  - Sechster Band (Digitalisat)
- Ferdinand Freiligrath’s gesammelte Dichtungen. 6 Bände. Neue, sehr verm. und vervollst. Aufl. Göschen, Stuttgart 1877.
- Eduard Schmidt-Weißenfels (Hrsg.): Ferdinand Freiligraths Werke in neun Bänden. Mit Einleitung von Schmidt-Weißenfels. Th. Knaur Nachf., Berlin/Leipzig 1905.
- Walter Heichen (Hrsg.): Freiligraths Werke in fünf Büchern. Mit einer Auswahl seiner Briefe und einem Anhang bisher noch nicht in den Ausgaben veröffentlichter Gedichte. / (Einleitung Ferdinand Wolf). A. Weichert, Berlin 1907.
- Ludwig Schröder (Hrsg.): Ferdinand Freiligraths sämtliche Werke in zehn Bänden. Max Hesse, Leipzig 1907.
- Freiligraths Werke in einem Band. Ausgewählt und eingeleitet von Werner Ilberg. Aufbau Verlag, Berlin/Weimar 1962 (Bibliothek deutscher Klassiker) (4. Aufl. 1980).
- Lesebuch Ferdinand Freiligrath. Zusammengestellt und mit einem Nachwort von Frank Stückemann (Nylands Kleine Westfälische Bibliothek 80). Aisthesis, Bielefeld 2018, ISBN 978-3-8498-1320-8.